# روجر شيرمان لوميس
روجر شيرمان لوميس (بالإنجليزية: Roger Sherman Loomis)‏ هو أكاديمي أمريكي، ولد في 31 أكتوبر 1887 في يوكوهاما في اليابان، وتوفي في 11 أكتوبر 1966 في Waterford, Connecticut ‏ في الولايات المتحدة.